# John Mallory Bates
John Mallory Bates (*  3. Januar 1846 in Wallingford, Connecticut; † 25. Mai 1930 in Hastings, Nebraska) war ein US-amerikanischer Geistlicher und Botaniker. Sein offizielles botanisches Autorenkürzel lautet „Bates“.

## Leben
Bates studierte am Trinity College in Hartford (Connecticut) mit dem Bachelor-Abschluss 1872 und dem Master-Abschluss 1875 und Theologie an der Berkeley Divinity School in Middleton (Connecticut). 1883 bis 1886 war er Schulleiter und Kaplan des Bethany College in Topeka, zog danach nach Valentine (Nebraska) und war ab 1902 in Red Cloud (Nebraska), wo er bis 1920 Rektor der Grace Church war.
Bates selbst veröffentlichte wenig über Ornithologie, sondern überließ seine Beobachtungen Anderen, zum Beispiel Lawrence Bruner (Bruner: Some notes on Nebraska Birds 1896, Bruner, Walcott, Swenk: Birds of Nebraska 1904). Er war Mitglied der American Ornithologists Union (1899) und Korrespondent des Biological Survey. 1902 war er Präsident der Nebraska Ornithologists Union.
Er ist bekannt für das Studium der Pflanzen und Vögel in Nebraska. Bates befasste sich erst ab 1899 mit Botanik und hier vor allem mit Gräsern mit Blick auf landwirtschaftliche Anwendungen (Futtergräser).
Er war Mitglied der American Association for the Advancement of Science und der Nebraska Academy of Sciences.

## Schriften
- On the Sedges of Nebraska 1914